# Емец, Владимир Владимирович
Владимир Владимирович Емец (4 апреля 1938, Чернигов — 5 ноября 2019, Чернигов) — советский и украинский живописец, народный художник Украины (1998). 

## Биография
Родился в Чернигове 4 апреля 1938 года в семье священника УАПЦ Владимира Филипповича, служившего в Любече и Чернигове.
Окончил семь классов школы и Мохнатенскую среднюю школу, затем поступил в Кишиневское художественное училище, откуда был выпущен в 1960 году.
После неудачной попытки поступить в художественный институт, пошёл работать художником-ретушером в газету «Комсомолец Черниговщины», где прославился свободолюбивым характером, который отражён в публикации Владимира Дрозда в «Комсомольской правде» «Дело о бороде».
В период с 1963 по 1968 учился в Киевском художественном институте (ныне Национальная академия изобразительного искусства и архитектуры).
После института уехал в Калининград, на родину жены. Но пробыл там меньше года и вернулся на Черниговщину.
В 1971 году вступил в Союз художников Украины, был первым председателем областной организации Союза. Жил в Чернигове, с 2008 года — почётный гражданин.
Работал директором областного художественного музея. Активно сотрудничал с черниговским «Просвещением».
Выставки Владимира Емца всегда становились заметным событием в культурной жизни города.
В 1988 году был удостоен звания Заслуженного художника Украинской ССР, а через десять лет звания Народного художника Украины.
В 2008 году награждён орденом князя Ярослава Мудрого V степени.

## Работы
- «Мой сын» (1971);
- «Довженкове двор» (1970);
- «На лугу» (1971);
- «Маленький мечтатель» (1972);
- «Зима» (1973);
- «Чернигов. Осень над Десной» (1974).
- Портреты

- «И светает и темнеет...» (1979);
- «Николай Гоголь» (1980);
- «Стихи. Памяти П. Г. Тычины» (1984);
- «Автопортрет» (1991);
- «Гетман Украины Иван Мазепа» (1992);
- «Аллегория» (1992);
- «Десна. Новолуние» (2003);
- «Южный Буг. Возле старой мельницы» (2003);
- «Вечер в Боромыках» (2004);
- «Швеция. Из глубины веков» (2007);
- «А придёт к нам Григорий Саввич?» (2008);
- «Птицы моего детства» (2009);
- «Мир Ивана Тимофеевича» (2000-е).